# تپه چینگران
تپه چینگران مربوط به سده‌های اولیه دوران‌های تاریخی پس از اسلام است و در شهرستان کمیجان، بخش مرکزی، دهستان اسفندان، روستای یاسبلاغ واقع شده و این اثر در تاریخ ۱۵ دی ۱۳۸۷ با شمارهٔ ثبت ۲۴۳۰۰ به‌عنوان یکی از آثار ملی ایران به ثبت رسیده است.